# Гуамаджоре
Гуамаджоре, Ґуамаджоре (італ. Guamaggiore, сард. Guamajori) — муніципалітет в Італії, у регіоні Сардинія, провінція Кальярі.
Гуамаджоре розташоване на відстані близько 390 км на південний захід від Рима, 40 км на північ від Кальярі.
Населення — 1012 осіб (2014).

## Демографія
Населення за роками:

Станом на 1 січня 2023 року в муніципалітеті офіційно проживало 14 іноземців з 7 країн, серед них 6 громадян країн Євросоюзу та 2 громадяни України.

## Сусідні муніципалітети
- Джезіко
- Гуазіла
- Ортачезус
- Селегас